# Justin Kunz
Justin Kunz est un illustrateur, concept artist et enseignant américain qui a dessiné plusieurs pièces et de médailles pour la Monnaie des États-Unis. Il est professeur d'illustration à l'université Brigham Young (BYU). En tant que membre de longue date du programme Artistic Infusion (AIP) de la Monnaie, Kunz est reconnu pour ses designs innovants qui cherchent à moderniser les icônes américaines, notamment la Liberté.

## Biographie et carrière professionnelle
Justin Kunz est un illustrateur avec une carrière qui s'étend sur plus de 20 ans. Avant de rejoindre la Monnaie des États-Unis, il a travaillé en tant qu'artiste dans des studios de développement de jeux vidéo, contribuant notamment à la conception d'environnements pour des extensions de World of Warcraft, telles que The Burning Crusade et Mists of Pandaria. Il détient un MFA en peinture du Laguna College of Art and Design (en) et un B.F.A. en illustration de l'université Brigham Young.
Bien que Kunz n'ait jamais initialement imaginé une carrière dans la conception de pièces, il a toujours été fasciné par l'art numismatique. Il a rejoint le programme Artistic Infusion (AIP) de la Monnaie, une initiative lancée en 2003 visant à intégrer des artistes externes pour enrichir la conception des pièces et médailles américaines. Kunz est devenu l'un des membres les plus anciens de ce programme,.
Son processus de conception implique une recherche approfondie du sujet, souvent en écoutant des livres audio ou en regardant des documentaires. Il réalise des croquis miniatures, rassemble des images de référence, et utilise des modèles pour des séances photo. Il crée également des modèles 3D sur ordinateur ou des maquettes en argile pour des éléments architecturaux ou des portraits. Les dessins sont ensuite scannés et mis en page avec la typographie à l'aide de logiciels graphiques 2D. Kunz compare son processus créatif à « 1% d'inspiration et 99% de transpiration », soulignant les heures de travail nécessaires.

## Monnaie des États-Unis
Justin Kunz est un designer prolifique pour la Monnaie, avec environ 20 designs à son actif. Ses œuvres sont sélectionnées après examen par des panels fédéraux comme le comité consultatif des citoyens sur les pièces de monnaie et la commission des beaux-arts, la décision finale revenant au Secrétaire au Trésor.

### Pièce de 100 $ American Liberty
Kunz a conçu l'avers de cette pièce de 100 $ (en) en or 24 carats, présentant une interprétation moderne de Lady Liberty. Il a cherché à refléter les sensibilités contemporaines et la diversité culturelle. Sa Liberté se caractérise par un visage plus arrondi, des robes plus ajustées, une couronne de laurier symbolisant la victoire et la tenue du drapeau américain et d'une torche. Malgré un succès initial fulgurant, avec 73,3% du tirage maximum vendu le premier jour, de nombreux acheteurs ont signalé des problèmes de qualité.

### Pièce de 100 dollars Lady Liberty
Pour cette pièce, Kunz a dépeint Lady Liberty comme une jeune femme afro-américaine. C'était la première fois que Lady Liberty était explicitement représentée comme une femme afro-américaine sur une pièce américaine. Le design inclut des cheveux tressés et un diadème inspiré de la Statue de la Liberté de Thomas Crawford. Ce design a suscité des débats, certains louant son excellence artistique et sa représentation, tandis que d'autres le critiquaient comme politiquement correct. La pièce a été nommée meilleure pièce d'or aux Coin of the Year Awards (en) à Berlin.

### Dollars de l'innovation américaine
Kunz a conçu l'avers commun de cette série pluriannuelle de dollars, qui représente la Statue de la Liberté de profil. Cet avers inclut également une marque privée stylisée en forme d'engrenage, qui change chaque année et symbolise l'industrie et l'innovation. Son design a été sculpté par Phebe Hemphill. Il a également créé le design du revers pour le dollar d'innovation de l'Alabama, qui honore la fusée Saturn V. Il est aussi crédité pour le design du revers du dollar de l'innovation du Vermont, qui met en valeur le snowboard.

### Pièce Commémorative du Temple de la Renommée du Basketball
Kunz a créé l'avers de cette pièce, qui représente trois joueurs tendant la main vers le ballon, symbolisant la manière dont le basketball rassemble diverses personnes à travers le monde. La pièce est incurvée pour ressembler à un ballon de basketball.

### Médaille d'or du Congrès
En 2024, les designs de Kunz ont orné les deux côtés d'une nouvelle Médaille d'or du Congrès, honorant la Ghost Army (en) pour leurs tactiques de déception pendant la Seconde Guerre mondiale. C'était la première fois que ses designs étaient choisis pour les deux côtés d'une médaille.

### Autres designs
Parmi ses autres designs de pièces, on trouve l'avers du dollar commémoratif en argent du Civil Rights Act de 1964, l'avers du dollar commémoratif en argent d'Abraham Lincoln de 2009, et le revers de la pièce d'or Andrew Jackson’s Liberty de 2008. Il a également conçu le quart de dollar America the Beautiful de 2016 représentant la forêt nationale de Shawnee et l'avers de la médaille de bronze Katherine Johnson.

## Vie personnelle
En dehors de son travail pour la Monnaie, Justin Kunz est professeur d'illustration à BYU. Il a également conçu une pièce commémorative en argent pour BYU, célébrant la devise de l'université, Inspiring Learning, mettant en vedette des portraits de Brigham Young, Karl G. Maeser (en) et James E. Talmage (en),.
Parmi ses projets futurs, Kunz travaille sur une peinture intitulée He Took Them Up In His Arms pour le musée d'histoire de l'Église et développe un jeu de société original appelé Hideaway Island. Il prévoit également d'illustrer un livre d'images pour enfants, un objectif qu'il poursuit depuis le lycée. Kunz réside en Utah avec sa famille.